# Visayaöarna

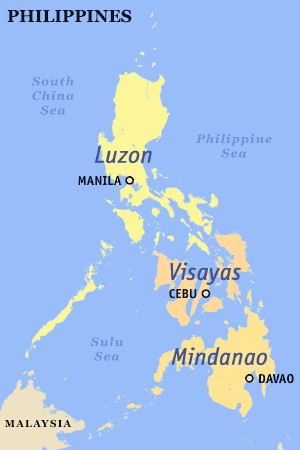
Karta över Filippinerna som visar de tre ögrupperna Luzon, Visayaöarna och Mindanao.

Visayaöarna (engelska: Visayas) är en av tre ögrupper i Filippinerna. De andra två är Luzon och Mindanao. Visayaöarna består av flera öar och ligger i mellersta delen av landet.
De största öarna är:
- Bohol
- Cebu
- Leyte
- Negros
- Palawan
- Panay
- Samar